# Fourmile Lake
Der Fourmile Lake (oder Four Mile Lake) ist ein  in einer Höhe von etwa 1750 m über dem Meeresspiegel gelegener Stausee im Klamath County, Oregon/USA. Er befindet sich nahe dem westlich liegenden knapp 3000 m hohen Mount McLoughlin und etwa 55 km Nordnordost von Medford. Er entstand durch den Stau des Fourmile Creek (ein Nebenfluss des  Klamath River) mit einem 25 Fuß (rund 7,6 m) hohen und  200 m langen Damm.
An den See grenzt die Sky Lakes Wilderness, er selbst liegt innerhalb des Winema National Forest.

## Geschichte
Um an der Bewässerung des Rogue Valleys mitzuwirken, wurde 1898 die Fish Lake Water Company gegründet. Das Unternehmen schlug vor, den von ihm geplanten  Fish Lake durch einen weiteren Stausee, nämlich den Fourmile Lake zu ergänzen, um mehr Wasser speichern zu können. Zuerst wurde 1906 der Fourmile Lake Dam fertig gestellt, und der des  Fish Lake zwei Jahre später vollendet. 1915 wurden schließlich  beide Seen durch den Cascade Canal,  der Wasser vom Fourmile Lake über die Wasserscheide des Gebirges  Kaskadenkette zum Fish Lake leitet, verbunden. 1955 wurde der Fourmile Lake Dam instand gesetzt und ein neuer Entlastungskanal wurde angeschlossen.

## Hydrologie
Der Fish Lake hat eine Oberfläche von 300 Hektar und ist  maximal 52 m tief.
Sein durchschnittliches Volumen ist 19,2 Mio. m³,
und er entwässert ein Einzugsgebiet von 270 km².

## Fauna
Regenbogenforelle, Kokanee, Bachforelle und Amerikanischer Seesaibling sind die im See heimischen Fischarten. Buschschwanzratte und Goldmantel-Ziesel, beides ungefährdete Säugetierarten, sind um den See heimisch.

## Freizeit
Der Pacific Crest Trail führt in nur dreieinhalb Kilometer Entfernung am Fourmile Lake vorbei.
Der See liegt innerhalb des Winema National Forest.
Die Sky Lakes Wilderness grenzt an den See; in sie führt ein Wanderweg hinein. In der Nähe des Sees existiert ein Campingplatz.
Zu den bei Seebesuchern beliebten Aktivitäten gehören Fischen, Schwimmen und Bootfahren.